# 高田弥市

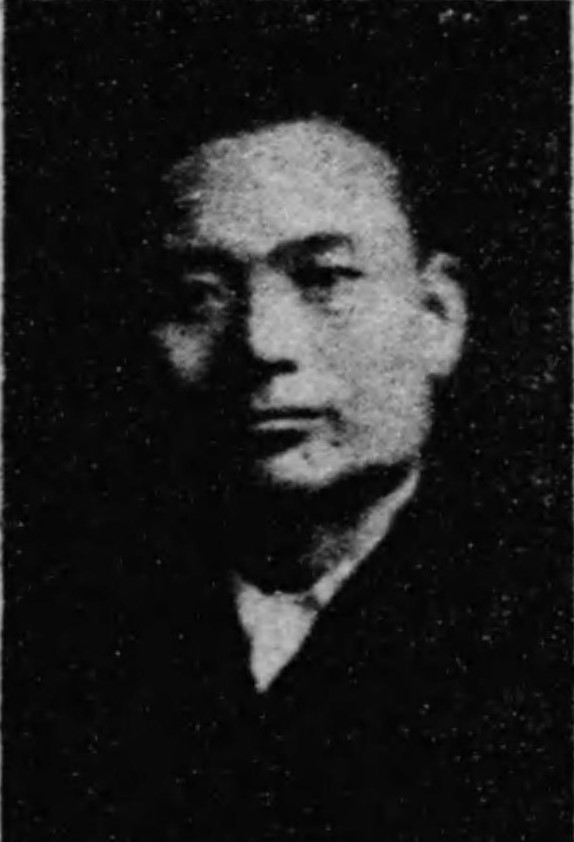
高田弥市

高田 弥市（たかだ やいち、1905年（明治38年）10月8日 - 1970年（昭和45年）1月15日）は、昭和期の実業家、政治家。衆議院議員。旧姓・千田。

## 来歴
岩手県和賀郡鬼柳村（現北上市）で、千田徳松の三男として生まれ、高田貞次郎の養子となる。鬼柳小学校を卒業後、大工として働いた。
1930年（昭和5年）高弥組（現:株式会社タカヤ）を創業し、東北を代表する建設会社に成長させ、組長、高弥建設社長を務めた。岩手県労務報国会黒沢尻支部長、東北土木建築統制会監事、学務協会岩手支部副支部長、日本建築工業会評議員、岩手県建設業協会長、黒沢尻商工会議所会頭などを務めた。
1947年（昭和22年）4月、第23回衆議院議員総選挙で岩手県第2区から出馬して当選。1949年（昭和24年）1月の第24回総選挙で再選された。第25回総選挙には出馬せず、1953年（昭和28年）4月の第26回総選挙で再選され、衆議院議員に通算3期在任した。この間、日本自由党政調会電気副委員長、民主自由党水害対策部長などを務めた。その後、第27回総選挙に出馬したが次点で落選した。

## 伝記
- 森荘已池『人間高田弥市 天の巻』高弥建設、1972年。
- 森荘已池『人間高田弥市 地の巻』高弥建設、1981年。

## 親族
- 妻 高田テツ（養父長女）[1]